# Clistax
Clistax es un género de plantas con flores perteneciente a la familia Acanthaceae. El género tiene 2 especies de hierbas, naturales de Brasil.

## Taxonomía
El género fue descrito por Carl Friedrich Philipp von Martius y publicado en Nova Genera et Species Plantarum . . . 3: 26. 1829. La especie tipo es: Clistax brasiliensis

## Especies deClistax
- Clistax brasiliensis
- Clistax speciosus